# Genista versicolor
Genista versicolor o aulaga morisca es una especie de arbusto perteneciente a la familia de las fabáceas.  

## Descripción
Es una planta sufrútice que alcanza un tamaño de 0,3-0,7 m de altura, pulviniforme, tendido a veces, sobre todo en el caso de las plantas protegidas de los herbívoros, de hasta 1 m, erguidas y con tronco bien definido, poco espinoso. Ramas divaricadas, alternas, con frecuencia muy foliosas; tallos terminados en una espina. Hojas alternas, unifolioladas, estipuladas. Flores axilares, con frecuencia rodeadas de hojas del braquiblasto, solitarias o geminadas. Corola amarilla en la antesis. Fruto  oblongo o fusiforme, toruloso, seríceo o viloso, con 2(1) semillas ovoideas, un poco aplanadas, verde obscuras o pardas.

## Distribución y hábitat
Se encuentra en los matorrales de alta montaña, en substrato esquistoso; a una altitud de 1600-2500 metros en el sur de península ibérica, en Sierra Nevada y las sierras de Baza y de los Filabres.

## Taxonomía
Genista versicolor fue descrita por Boiss. ex Steud. y publicado en Nomenclator Botanicus. Editio secunda 1(5–6): 671. 1840.
Citología
Número de cromosomas de Genista versicolor (Fam. Leguminosae) y táxones infraespecíficos: n=18; 2n=36
Etimología
Genista: nombre genérico que proviene del latín de la que los reyes y reinas Plantagenet de Inglaterra tomaron su nombre, planta Genesta o plante genest, en alusión a una historia que, cuando Guillermo el Conquistador se embarcó rumbo a Inglaterra, arrancó una planta que se mantenía firme, tenazmente, a una roca y la metió en su casco como símbolo de que él también sería tenaz en su arriesgada tarea. La planta fue la  llamada planta genista en latín. Esta es una buena historia, pero por desgracia Guillermo el Conquistador llegó mucho antes de los Plantagenet y en realidad fue Godofredo de Anjou que fue apodado el Plantagenet, porque llevaba un ramito de flores amarillas de retama en su casco como una insignia (genêt es el nombre francés del arbusto de retama), y fue su hijo, Enrique II, el que se convirtió en el primer rey Plantagenet. Otras explicaciones históricas son que Geoffrey plantó este arbusto como una cubierta de caza o que él la usaba para azotarse a sí mismo. No fue hasta que Ricardo de York, el padre de los dos reyes Eduardo IV y Ricardo III, cuando los miembros de esta familia adoptaron el nombre de Plantagenet, y luego se aplicó retroactivamente a los descendientes de Godofredo I de Anjou como el nombre dinástico.
versicolor: epíteto latíno que significa "de varios colores"
Variedad aceptada
- Genista versicolor subsp. pumila (Hervier) Fern.Casas

Sinonimia
- Genista baetica Spach
- Genista versicolor subsp. versicolor	[7]

## Nombres comunes
En castellano el Nombre común es: aulaga morisca, piorno (2), piorno amarillo, piorno pajizo, piorno paíso.(el número entre paréntesis indica las especies que tienen el mismo nombre en España)